# Pleiophyllus (Bulbophyllum)
Pleiophyllus es una sección del género Bulbophyllum perteneciente a la familia de las orquídeas.
Se caracterizan por tener pseudobulbos con dos hojas caducas.

## Especies
1. Bulbophyllum auricomum Lindl. 1830 Tailandia, Birmania, Sumatra y Java.
2. Bulbophyllum averyanovii Seidenf. 1992 Vietnam
3. Bulbophyllum cariniflorum Rchb. f. 1861 Este Himalaya de Nepal, Bhután, India, Tailandia, Vietnam y el sur de China.
4. Bulbophyllum comosum Collett y Hemsl. 1890 India, Tailandia, Birmania y Vietnam.
5. Bulbophyllum hirtum [Sm.] Lindl. 1828 Assam, Himalaya oriental, Nepal, Sikkim, Tailandia, y Vietnam Mynamar.
6. Bulbophyllum kerrii Rolfe 1906 Tailandia
7. Bulbophyllum lemniscatoides Rolfe 1890 Borneo, Java, Sumatra, Tailandia, Vietnam y Laos.
8. Bulbophyllum lemniscatum Par.ex Hook.f. 1872 Tailandia y Myanamar.
9. Bulbophyllum pallidum Seidenf. 1979 Tailandia
10. Bulbophyllum shanicum King & Pantl. 1897 la provincia de Yunnan de China y Myanamar.
11. Bulbophyllum suavissimum Rolfe 1889 Tailandia y Myanamar.
12. Bulbophyllum tripaleum Seidenf. 1979 Tailandia
13. Bulbophyllum triste Rchb. f. 1861 oeste de Himalaya, India, Nepal, Sikkim, Myanamar y Tailandia.